# Campionati europei di lotta 2013
I campionati europei di lotta 2013 sono stati la 65ª edizione della manifestazione continentale organizzata dalla FILA. Si sono svolti dal 19 al 24 marzo 2013 a Tbilisi, in Georgia.

## Medagliere
| Posiz. | Nazione       | Oro | Argento | Bronzo | Totale |
| ------ | ------------- | --- | ------- | ------ | ------ |
| 1      | Russia        | 6   | 3       | 6      | 15     |
| 2      | Ucraina       | 2   | 3       | 6      | 11     |
| 3      | Georgia       | 2   | 2       | 3      | 7      |
| 4      | Turchia       | 2   | 1       | 4      | 7      |
| 5      | Armenia       | 2   | 1       | 2      | 5      |
| 5      | Bielorussia   | 2   | 1       | 2      | 5      |
| 7      | Bulgaria      | 1   | 2       | 3      | 6      |
| 8      | Polonia       | 1   | 2       | 0      | 3      |
| 9      | Ungheria      | 1   | 1       | 1      | 3      |
| 10     | Lettonia      | 1   | 0       | 0      | 1      |
| 10     | Svezia        | 1   | 0       | 0      | 1      |
| 12     | Azerbaigian   | 0   | 1       | 6      | 7      |
| 13     | Grecia        | 0   | 1       | 0      | 1      |
| 13     | Israele       | 0   | 1       | 0      | 1      |
| 13     | Finlandia     | 0   | 1       | 0      | 1      |
| 13     | Spagna        | 0   | 1       | 0      | 1      |
| 13     | Gran Bretagna | 0   | 1       | 0      | 1      |
| 18     | Germania      | 0   | 0       | 3      | 3      |
| 19     | Croazia       | 0   | 0       | 2      | 2      |
| 19     | Francia       | 0   | 0       | 2      | 2      |
| 21     | Slovacchia    | 0   | 0       | 1      | 1      |
| Totale | Totale        | 21  | 21      | 42     | 84     |

## Classifica squadre
| Pos. | Lotta libera maschile | Lotta libera maschile | Lotta greco-romana | Lotta greco-romana | Lotta libera femminile | Lotta libera femminile |
| Pos. | Squadra               | Punti                 | Squadra            | Punti              | Squadra                | Punti                  |
| ---- | --------------------- | --------------------- | ------------------ | ------------------ | ---------------------- | ---------------------- |
| 1    | Russia                | 52                    | Russia             | 51                 | Ucraina                | 52                     |
| 2    | Georgia               | 43                    | Bulgaria           | 45                 | Russia                 | 48                     |
| 3    | Ucraina               | 41                    | Georgia            | 40                 | Polonia                | 43                     |
| 4    | Turchia               | 33                    | Azerbaigian        | 37                 | Germania               | 31                     |
| 5    | Bulgaria              | 33                    | Turchia            | 36                 | Bulgaria               | 24                     |
| 6    | Armenia               | 29                    | Armenia            | 31                 | Azerbaigian            | 23                     |
| 7    | Azerbaigian           | 27                    | Bielorussia        | 28                 | Turchia                | 23                     |
| 8    | Bielorussia           | 24                    | Ucraina            | 24                 | Bielorussia            | 21                     |
| 9    | Moldavia              | 21                    | Francia            | 17                 | Romania                | ?                      |
| 10   | Germania              | 19                    | Germania           | 17                 | Spagna                 | 15                     |

## Podi

### Lotta libera maschile
| Evento                   | Oro                   | Argento             | Bronzo                                   |
| fino a 55 kg (dettagli)  | Giorgi Edisherashvili | Uladzislau Andreyeu | Sezar Akgül Yaşar Əliyev                 |
| fino a 60 kg (dettagli)  | Opan Sat              | Vladimir Dubov      | Vladimer Khinchegashvili Tim Schleicher  |
| fino a 66 kg (dettagli)  | David Safaryan        | Yakup Gör           | Aliaksandr Kantoyeu Il'jas Bekbulatov    |
| fino a 74 kg (dettagli)  | Aniuar Geduev         | Gábor Hatos         | Hiya Chykhladze Leonid Bazan             |
| fino a 84 kg (dettagli)  | Dato Marsagishvili    | Musa Murtazaliev    | Ibrahim Aldatov Anzor Urišev             |
| fino a 96 kg (dettagli)  | Pavlo Oliynyk         | Kamil Skaskiewicz   | Lyuben Borisov Iliev Vladislav Baytsaev  |
| fino a 120 kg (dettagli) | Taha Akgül            | Alen Zasyeyev       | Camaləddin Maqomedov Geno P'et'riashvili |

### Lotta greco-romana maschile
| Evento                   | Oro              | Argento             | Bronzo                                |
| fino a 55 kg (dettagli)  | Elbek Tazhyieu   | Elchin Aliyev       | Bekkhan Mankiev Fatih Üçüncü          |
| fino a 60 kg (dettagli)  | Ivo Angelov      | Ivan Kuylakov       | Kamran Mammadov István Lévai          |
| fino a 66 kg (dettagli)  | Tamás Lőrincz    | Adam Kurak          | Artak Margaryan Həsən Əliyev          |
| fino a 74 kg (dettagli)  | Roman Vlasov     | Zurabi Datunashvili | Božo Starčević Yavor Yanakiev         |
| fino a 84 kg (dettagli)  | Aleksej Mišin    | Vladimer Gegeshidze | Artur Shahinyan Nenad Žugaj           |
| fino a 96 kg (dettagli)  | Artur Aleksanyan | Vladislav Metodiev  | Mélonin Noumonvi Cenk İldem           |
| fino a 120 kg (dettagli) | Rıza Kayaalp     | Yevhen Orlov        | Vachik Yeghiazaryan Guram Pherselidze |

### Lotta libera femminile
| Evento                  | Oro                   | Argento             | Bronzo                                  |
| fino a 48 kg (dettagli) | Valeriya Chepsarakova | Yana Stadnik        | Jaqueline Schellin Patimat Bagomedova   |
| fino a 51 kg (dettagli) | Roksana Zasina        | Estera Dobre        | Ekatarina Krasnova Yuliya Blahinya      |
| fino a 55 kg (dettagli) | Sofia Mattsson        | María Prevolaráki   | Iryna Husyak Emese Barka                |
| fino a 59 kg (dettagli) | Anastasiya Huchok     | Zhargalma Tcyrenova | Tetyana Lavrenchuk Hafize Şahin         |
| fino a 63 kg (dettagli) | Anastasija Grigorjeva | Monika Michalik     | Hanna Beliayeva Hanna Vasylenko         |
| fino a 67 kg (dettagli) | Alina Stadnyk         | Ilana Kratysh       | Aline Focken Svetlana Babushkina        |
| fino a 72 kg (dettagli) | Natalia Vorobieva     | Maider Unda         | Vasilisa Marzaliuk Kateryna Burmistrova |